# Pescara
Pescara er hovedbyen i provinsen Pescara og er med 118.657(2023)indbyggere den største by i regionen Abruzzo i det centrale Italien. Byen ligger, hvor floden Aterno-Pescara munder ud i Adriaterhavet. På trods af sin størrelse er Pescara i sin nuværende form en af regionens yngste byer, opstået i 1927 ved sammenslutningen af det lille fiskerleje Pescara i provinsen Chieti med havnebyen Castellamare Adriatico på nordsiden af floden i provinsen Teramo. Ved samme lejlighed opstod provinsen Pescara. En af de vigtigste initiativtagere til oprettelsen af den samlede kommune og nye provins var digteren Gabriele D'Annunzio, der var født i Pescara. 
Byens vigtigste handelsgade er Corso Umberto I, der går fra Piazza della Repubblica og når kysten ved Piazza Primo Maggio. Sammen med Corso Vittorio Emanuele II og Via Nicola Fabrizi danner den en firkant, som omkranser et handelsområde med adskillige modebutikker. Corso Manthonè, der går gennem det gamle Pescara, er til gengæld centrum for byens natteliv. Rådhuset og provinsens administration er samlet ved Piazza Italia, nær floden, og syd for dem ligger Gabriele d'Annunzio Universitetet med fakulteter for økonomi, arkitektur, fremmedsprog og litteratur. Området syd for flodens munding huser en marina. 

## Geografi
Pescara ligger i et fladt område ved kysten af Adriaterhavet, og der har boet mennesker på den strategisk vigtige placering ved udmundingen af Aterno-Pescara floden siden omkring 1600 f.kr. Kysten består af en flad sandstrand, der strækker sig på begge sider af byen, og som når sin største bredde på 140 m ved Pineta mod nord. Tidligere havde de badende glæde af skyggen fra de fyrretræer, der voksede langs kysten, men de er nu næsten forsvundet, bortset fra naturreservatet Pineta Dannunziana.
Byen har udviklet sig med form som et stort "T", med toppen langs kysten og nedstregen langs dalen omkring floden. Mod nordvest og mod sydvest fortsætter byen op i bakkerne, og er vokset sammen med de gamle bebyggelser der.
Pescara er meget påvirket af grundvand, og byens grundvandstand kan variere med op til en meter, med det højeste niveau om foråret, når sneen smelter i bjergene længere inde i landet.

## Klima
Pescara har det Middelhavsklima, der er typisk for området langs Adriaterhavet, med tørre, varme somre, våde vintre og høj luftfugtighed året rundt. Gennemsnitstemperaturen er omkring 7 °C i januar, der er den koldeste måned, og 24,5 °C i juli, der er den varmeste. Den laveste temperatur, der er målt i byen, var -13 °C den 4. januar 1979. Den højeste registrerede temperatur var 45 °C, målt den 30. august 2007. Nedbørsmængden er lav (omkring 690 mm per år) og det meste falder i det sene efterår og begyndelsen af vinteren. 
Selv om Pescara er en kystby, er dens klima stærkt påvirket af de nærliggende bjerge ved Maiella og Gran Sasso. Når vinden blæser fra sydøst, kan Pescara opleve en fønvind, der kan nå op på 100 km/t, og som giver en pludselig temperaturturstigning og et fald i den relative luftfugtighed. I sådanne perioder er det ikke ualmindeligt med vinterdage, hvor temperaturen når 20 °C. Når vinden er i nordøst, kommer der typisk let nedbør, som kan blive voldsommere, hvis der følger et lavtryk med. Fra samme norøstlige retning kommer der også med mellemrum vintervejr fra Sibirien, som typisk resulterer i omfattende snefald cirka hver tredje eller fjerde vinter. Om sommeren er vejret oftest stabilt og solrigt, med temperaturer, der på grund af brisen fra havet sjældent kommer over 35 grader. De gange, hvor temperaturen kommer højere op, skyldes det som regel en varm vind fra sydvest, kaldet Libbeccio. Den høje luftfugtighed betyder, at der både sommer og vinter ofte er dis eller tåge morgen og aften. 
| Seneste 20 år             | Jan | Feb | Mar | Apr | Maj | Jun | Jul | Aug | Sep | Okt | Nov | Dec | Året |
| ------------------------- | --- | --- | --- | --- | --- | --- | --- | --- | --- | --- | --- | --- | ---- |
| Temperatur max. gnm. (°C) | 10  | 11  | 13  | 17  | 21  | 25  | 28  | 28  | 25  | 20  | 15  | 11  | 18   |
| Temperatur min. gnm. (°C) | 2   | 3   | 5   | 7   | 11  | 15  | 17  | 17  | 15  | 11  | 6   | 3   | 10   |
| Nedbør (mm)               | 60  | 40  | 60  | 60  | 40  | 40  | 30  | 50  | 60  | 70  | 60  | 70  | 690  |

## Historie
Der har boet mennesker i Pescara længe før romerne erobrede stedet. I romersk tid blev både floden og byen omtalt som Aternum. Byen var forbundet med Rom ad de to veje Via Claudia Valeria og Via Tiburtina. Byens vigtigste bygning var på den tid templet Jovis Aternium. Byens flodhavn gjorde den til en vigtig handelsby, med forbindelse til rigets østlige provinser. 
Efter romerrigets sammenbrud gik det tilbage for hele området, og værre blev det, da byen i den tidlige middelalder i 597 blev ødelagt under den lombardiske invasion af den italienske halvø. I denne periode fik byen sin skytshelgen, Sankt Cetteus, som ellers var biskop i den nærliggende by Amiternum i Sabina. Han var i 590 blevet udnævnt af pave Gregor den Store, i den by, der nu hedder San Vittorino. Lombarderne henrettede ham, og smed ham ud fra en bro, med en sten om halsen. Hans lig flød alligevel ned ad floden til Pescara, hvor han siden er blevet tilbedt.
Byen kom dog på fode igen, og omkring år 1000 begyndte man at kalde floden for Piscarius ("den fiskerige") og byen for Piscaria. Byen hørte på den tid til abbediet Monte Cassino, og derfor blev den ikke som de omkringliggende dele af Abruzzo erobret af normannerne i det 11. århundrede. I 1095 omtales den som en rig by med vigtige monumenter og kirker. Da paven støttede koalitionen mod Roger 2. af Sicilien, var det slut med det kirkeligelige ejerskab, og Rogers tropper erobrede byen i 1140. I Rogers regeringstid blev havnen udbygget, og det skabte mere rigdom, men gjorde også byen til mål for flere angreb. Blandt byens lensherrer i de følgende år kan nævnes Francesco del Borgo, der var indsat af kong Ladislaus 1., og som fik befæstet byen og bygget dens forsvarstårn. 
I 1424 døde den berømte condottiero Muzio Sforza i byen. Han var på vej mod l'Aquila for at nedkæmpe et oprør, og druknede, da han forsøgte at redde en page, der var faldet i Pescara-floden. En anden berømt hærfører, Jacopo Caldora, erobrede byen både i 1435 og i 1439. I denne periode var Pescara et markisat under kongeriget Napoli, og i 1452 giftede den aragonske general Iñigo d'Avalos sig med den kvindelige arving til markisatet, og på den måde kom d'Avalos familien til at regere i Pescara. I både 1447 og 1482 blev byen erobret og ødelagt af venetianerne, og i 1526 blev den på ny plyndret, denne gang af franske tropper under Odet de Foix, der var på vej mod Napoli. 
I de følgende år sørgede den spanske konge, der også var konge af Napoli for, at byen blev grundigt befæstet. Forsvarsværkerne stod deres prøve i 1566, da en tyrkisk flåde på 105 galejer ankrede op ud for Pescara og landsatte en belejringshær. Tyrkerne var ikke i stand til at erobre byen, og de måtte nøjes med at plyndre i omegnen.  
I begyndelsen af det 18. århundrede boede der omkring 3.000 mennesker i byen, heraf omkring halvdelen i bydelen Castellamare, nord for floden. I 1707 blev Pescara indblandet i den Spanske Arvefølgekrig, da en østrigsk hær under hertugen af Wallis indledte en belejring af byen. Pescara holdt stand i to måneder, men måtte så overgive sig.  
Under Napoleonskrigene blev byen på ny angrebet og erobret, denne gang af franskmændene i år 1800. Kong Joseph Bonaparte, der regerede i Napoli efter den franske sejr, gjorde Pescara til et vigtigt militært støttepunkt. I 1807 blev bydelen Castellamare Adriatico udskilt som selvstændig kommune, og opdelingen varede til 1927.  
Da bourbon'erne vendte tilbage til magten i Napoli i 1815, indrettede de i Pescara et af deres mest frygtede fængsler. Byen blev yderligere plaget af en stor oversvømmelse i 1853. I 1860, under Italiens samling, blev den befriet af Giuseppe Garibaldis støtte Clemente De Caesaris. Allerede i 1863 blev den knyttet tættere til det nye kongerige Italien, da kong Victor Emanuel 2. indviede jernbanestationen på den nye linje langs Adriaterhavet mellem Ancona og Bari. I 1867 blev fæstningen og det forhadte fængsel revet ned, og i 1888 kom byen (og resten af Abruzzo) i endnu tættere kontakt med det øvrige Italien, da banen fra Rom til Pescara, via Avezzano og Sulmona, blev indviet. I 1917, under 1. verdenskrig, blev Pescara angrebet af østrigske fly, der gjorde et forgæves forsøg på at ødelægge byens jernbaneforbindelser.
I 1927 blev kommunerne Pescara og Castellamare Adriatico genforenet som Pescara, og ved samme lejlighed blev den nye provins Pescara oprettet. Byen var på den tid i kraftig udvikling, og den blev med tiden den største i Abruzzo. Under 2. verdenskrig blev Pescara voldsomt beskadiget af allierede bombeangreb i august-september 1943, der kostede mindst 3.000 menneskeliv. Bydelen nord for floden blev nærmest jævnet med jorden, og på sydsiden skete der også svære skader. Byen blev genopbygget efter krigen, men de mange ensartede karréer og den flittige brug af beton har gjort det umuligt at genskabe stemningen fra den oprindelige by. Turistmæssigt har man taget konsekvensen af dette, og markedsfører nu Pescara som en meget moderne by.

## Demografi
Befolkningsudviklingen i Pescara, 1861 – 2001:
Grafen viser byens eksplosive udvikling i takt med masseturismens udbredelse. Siden 1980'erne er en stor del af befolkningstilgangen i stedet kommet i nabokommuner som Montesilvano, Spoltore og Città Sant'Angelo. 

## Seværdigheder
I den gamle bymidte, som lå inden for murene fra den spanske fæstning, ligger blandt andet det hus, hvor digteren Gabriele D'Annunzio blev født. I Palazzo del Governo ligger provinsens bibliotek, med 600.000 bøger. Blandt kirkerne skal nævnes byens katedral St. Cetteus, med dens maleri fra det 17. århundrede af Frans af Assisi, der tilskrives Guercino. Kirken Madonna dei Sette Dolori ("Madonna med de syv smerter") er fra 1757 og har en neoklassisk facade.
I Pescara findes også det regionale museum Museo delle Genti d'Abruzzo, der ligger i Via delle Caserme. Museet, som er et af regionens mest betydningsfulde, har samlinger, der illustrerer forskellige aspekter af livet i Abruzzo, herunder regionens traditioner og dens økonomiske udvikling.

## Økonomi og kultur
Pescara er den største by i regionen Abruzzo, og den er et af de vigtigste centre for økonomi, handel og turisme i området langs Adriaterhavet. Med sine mere end 20 km lange kyststrækning er Pescara en populær badeby om sommeren. Et lille stykke fra kysten er der lagt en del bølgebrydere bestående af store klippestykker, der skal beskytte den fine sandstrand mod at blive skyllet væk i hårdt vejr. Området langs stranden er spækket med etablissementer, der udlejer parasoller, liggestole og andet. Der er et rigt udvalg af legepladser, isboder, pizzeriaer og restauranter i alle prisklasser, og om aftenen omdannes en del af stederne til diskoteker. Byen har et stort udvalg i butikker, og i sommertiden har den et livligt natteliv. Universitetet er opkaldt efter Gabriele D'Annunzio. En del af strækningen mellem Pescara og Chieti er udlagt til et stort industriområde. 
Fra 1924 til 1961, afbrudt af 2. verdenskrig, blev der hvert år kørt motorløb på vejene omkring byen. Før krigen hed det Coppa Acerbo, opkaldt efter initiativtageren, og den første vinder i 1924 var Enzo Ferrari i en Alfa Romeo RL. Da Acerbo havde været en fremtrædende fascist, skiftede løbet efter krigen navn til Circuito di Pescara. Nye sikkerhedsregler gjorde, at det i løbet af 1950'erne blev anset for alt for risikabelt at afvikle løbet på de almindelige veje. Formel 1-løbet i 1957 blev det sidste, med Stirling Moss som vinder. Omkring 200.000 tilskuere stod langs den 25 km lange rute, der blev kørt 10 gange. Derefter blev der kørt nogle få formel 2 og sportsvognsløb på strækningen, og det sidste løb i 1961 blev meget passende vundet af en Ferrari 250TRI.     
I 1969 begyndte man i Pescara at afholde den første sommerfestival i Italien, der var dedikeret til jazz. Den afholdes hvert år i juli, og betragtes som en af de vigtigste af sin art i Europa. 
Pescara var i sommeren 2009 vært for de 16. Middelhavslege, hvor 4.180 atleter fra landene omkring Middelhavet konkurrerede i 28 idrætsgrene.
Imago Museum er et museum for impressionistisk og moderne kunst i Pescara, det blev indviet i 2021.

## Transport
To motoveje fører til byen: A14 Bologna – Taranto, som er en del af E55 og A25 Rom – Pescara, som indgår i E80.
Pescara har sin egen lufthavn, også kendt som Abruzzo International Airport. Dens to jernbanelinjer er allerede omtalt, og byen har tre togstationer, (Pescara Centrale, Pescara Porta Nuova, Pescara San Marco), med Pescara Centrale som som den største station i Abruzzo, og en af de største i Italien. Togturen til Rom varer mellem 3 timer 38 minutter og 4 timer 55 minutter, alt efter antal stop undervejs. Der er imidlertid også en direkte buslinje, som klarer turen på 2½ time, og desuden udgår der adskillige andre busruter fra byen. Om sommeren går der færger og hurtigbåde til Split i Kroatien og til øerne i det centrale Dalmatien.
Fra parkeringspladsen foran togstationen har der været en daglig forbindelse med ITA Airways med bus fra 1. december 2022 til og fra Leonardo da Vinci-Fiumicino Lufthavn, hvilket muliggør en forbindelse med flyselskabets hub.

## Født i Pescara
- Gabriele D'Annunzio, 1863-1938, digter, forfatter og politiker.
- Giovanni De Benedictis, født 1968, kapgænger.
- Jarno Trulli, født 1974,  Formel 1-kører
- Massimo Oddo født 14.Juni i Pescara, fodboldspiller, verdensmester med Italien i 2006.
- Marco Verratti født 5.November 1992 i Pescara, fodboldspiller.

## Venskabsbyer
Pescara er venskabsby med:
- Arcachon, Frankrig
- Miami Beach, Florida, USA
- Lima, Peru
- Split, Kroatien